# Stefano Lorenzi (regista)
Stefano Lorenzi (Lucca, 8 aprile 1977) è un regista e sceneggiatore italiano.

## Biografia
Ha diretto numerosi documentari, di taglio sociale, sul degrado ambientale, l'arte e la storia. Ha esordito al cinema nel 2002 con Genova senza risposte, film documentario sui fatti del G8 di Genova del 2001, distribuito al cinema dalla Pablo di Gianluca Arcopinto. Nel 2003 Nunca máis - La marea nera sul disastro ambientale causato in Galizia dalla petroliera Prestige, riceve la menzione speciale al festival "Cinema Ambiente" di Torino.
Nel 2007 è co-sceneggiatore della serie televisiva I liceali, per la regia di Lucio Pellegrini in onda sulle reti Mediaset; realizza inoltre una serie di documentari come regista e autore per la Rai: sull'Aquila nei giorni del terremoto del 2009, sull'ambiente, la storia e l'arte. Collabora a tutte le edizioni di Italia: Viaggio nella bellezza come autore e regista. Nel 2011 scrive e dirige il cortometraggio The Cricket interpretato dall'attore Birol Ünel e Edoardo Gabbriellini. L'opera è in concorso, nella sezione "Controcampo", alla 68ª Mostra internazionale d'arte cinematografica di Venezia. 
Nel 2012 scrive e dirige la sua opera prima I calcianti, presentato nel 2015 alla 37ª edizione del Moscow International Film Festival; per dei problemi legati alla produzione il film uscirà in Italia solamente nel giugno 2021 su Sky Cinema. Sempre nel 2015 riceve il premio come miglior regista al Festival internazionale delle arti "Bridge of Arts" - IMFF. Nel 2020 ha ideato e diretto insieme a Piero Messina e Ciro D'Emilio la fiction Mediaset L'Ora - Inchiostro contro piombo, legata alle vicende del giornale L'Ora e andata in onda nell'estate 2022. Nel 2023 scrive e dirige per la Greenboo di Marco Belardi e Rai Cinema il film Afrodite, con Giulia Michelini, Ambra Angiolini e Gaetano Bruno, presentato nel marzo 2025 in concorso al Bari International Film Festival.
Dal 2023 è in lavorazione il film Aditi, di cui sarà regista e co-sceneggiatore insieme a Ugo Chiti.

## Filmografia

### Regia
- Genova senza risposte – documentario (2001)
- Firenze città aperta – documentario (2002)
- Nunca máis - La marea nera – documentario (2003)
- Love Is a White Horse – cortometraggio (2011)
- The Cricket – cortometraggio (2011)
- I calcianti (2015)
- L'Ora - Inchiostro contro piombo  – serie TV (2022)
- Spring Waltz – cortometraggio (2024)
- Afrodite (2025)

### Sceneggiatore
- I liceali – serie TV (2007)
- The Cricket – cortometraggio (2011)
- I calcianti (2015)
- Spring Waltz – cortometraggio (2024)
- Afrodite (2025)